# Kloster St. Katharina (St. Gallen)

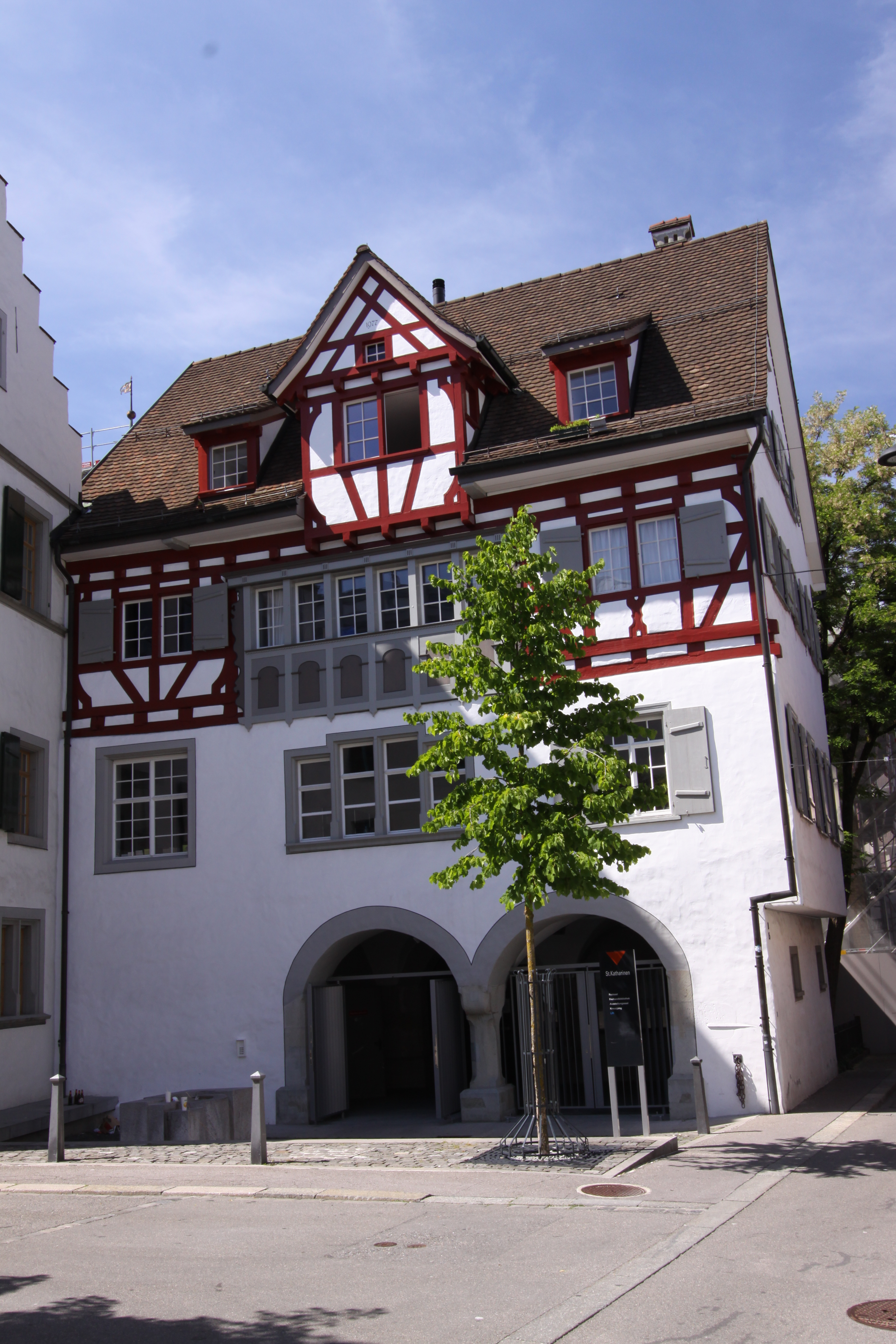
Kloster St. Katharina

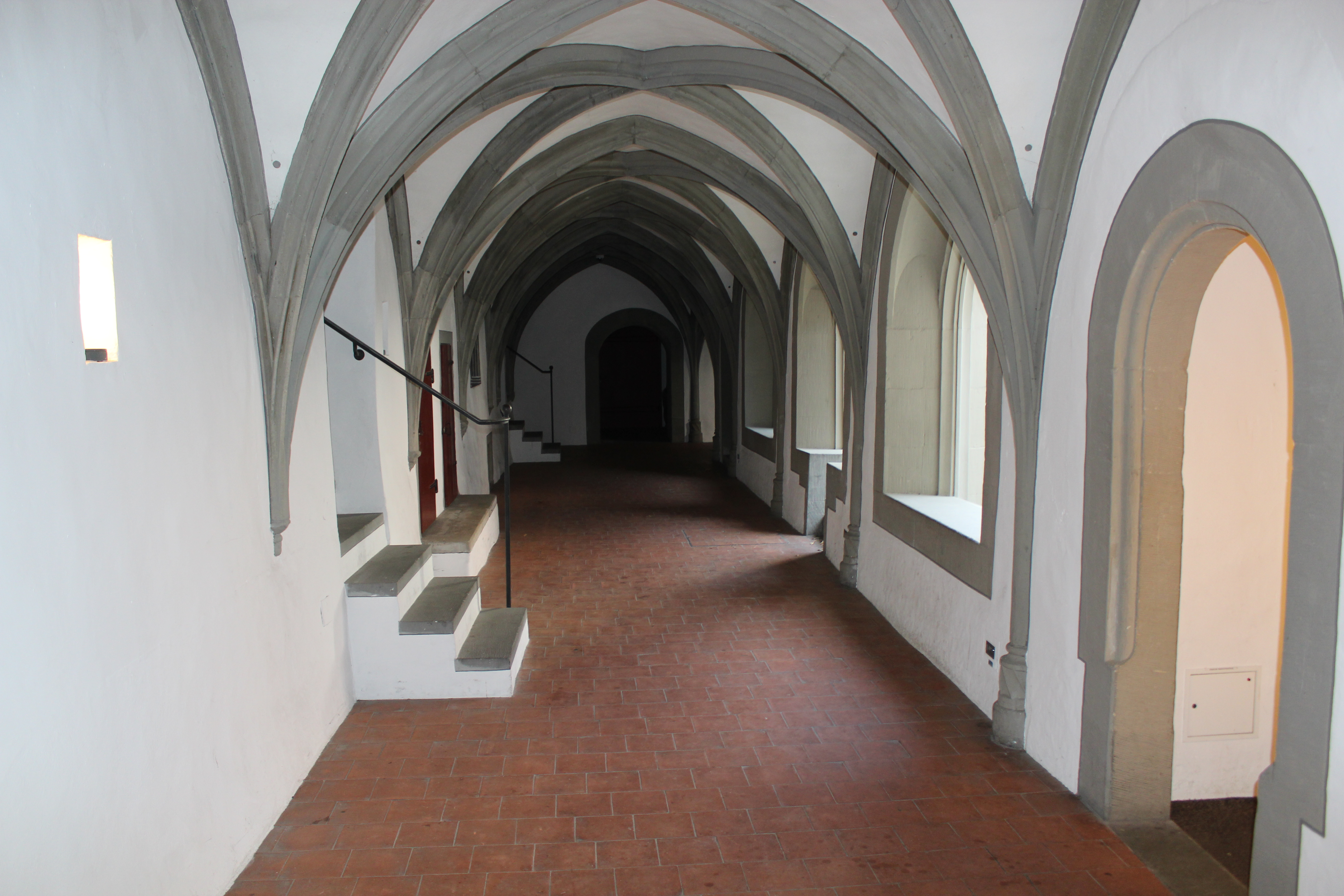
Kreuzgang von St. Katharina

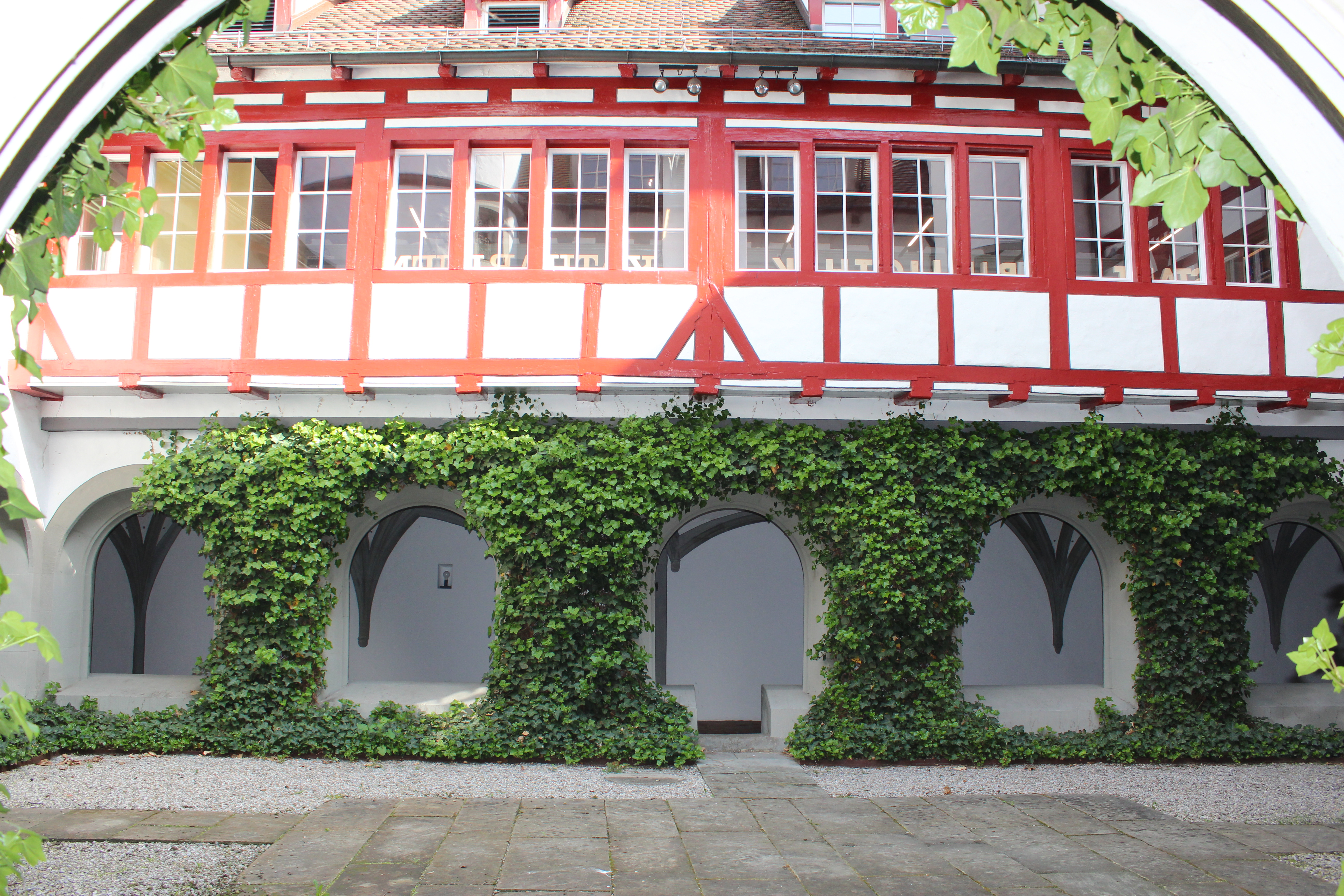
Innenhof mit Kreuzgang von St. Katharina

Das Kloster St. Katharina ist ein ehemaliges Dominikanerinnenkloster in der Schweizer Stadt St. Gallen. Heute sind die ehemalige Klosterkirche und der Kreuzgang erhalten. Die Kirche wurde lange noch als reformierte Kirche von der Stadtmission genutzt, wurde aber 2007 der Privatbank Wegelin verkauft und 2012 von dieser an die Privatbank Notenstein übertragen.
Der Name des Klosters geht auf die Märtyrin Katharina von Alexandrien zurück.

## Geschichte

### Anfänge
In seinen Anfängen ging das Kloster auf eine Beginen-Samnung des 13. Jahrhunderts zurück. Eine Samnung war eine klosterähnliche Vereinigung frommer Frauen mit gemeinsamem religiösem Leben, ohne bindende oder ewige Gelübde. Durch einen Schutzbrief, den Abt Konrad im Jahre 1228 ausstellte, ist bekannt, dass es zwar einige Gottesdienerinnen in der Stadt gab, die sich als Kongregation fühlten, aber noch in keiner Hausgemeinschaft lebten. In diesem Jahr stifteten zwei Bürger einen Hof am Schwarzwasserbach (Irabach), der den Frauen, die als die «Schwestern am Irabach» bezeichnet wurden, als dauernde Heimstätte dienen sollte. Bei diesen Bürgern handelte es sich um Bertoldus cocus (Kuchimeister) und Ulrich Blarer, der ein Wohltäter des Heilig-Geist-Spitals von St. Gallen war. Die Schenkung wurde von Abt Konrad bestätigt. Er stellte die Vereinigung unter seinen Schutz und das Patronat der Heiligen Gallus und Otmar. Wie aus einem Dokument vom 3. April 1244 hervorgeht, entsandte der nächste Abt von St. Gallen, Walter von Trauchburg, einige der Frauen nach Maggnau, wo sie ein Zisterzienserinnenkloster gründeten. Unter den Frauen des «fromen Hauses auf dem Brühl» war auch die Meisterin Adelheit.

### Etablierung als Orden
Dies bedeutete aber nicht das Ende des Konvents in der Stadt St. Gallen, denn schon 1263 erwähnt die nächste erhaltene Urkunde eine Priorin und einen Schwesternkonvent auf dem Brüel. Das Amt der Priorin belegt, dass das Leben der Schwestern einer Ordensregel folgte. Im Jahr 1266 nahm die Gemeinschaft die Ordensregel der Augustiner an. Als Spiritual wurde ein Dominikaner aus Konstanz berufen.
1333 unterstellte Papst Johannes XXII. den Konvent seinem Schutz und «bestätigte ihm die Besitzungen sowie alle Freiheiten, Immunitäten (Steuerfreiheit) und weitere Privilegien». Mit dieser Urkunde wurde das Schwesternhaus erstmals als «monasterium» bezeichnet, was einen wichtigen Schritt hin zur Verklösterlichung des Konvents bedeutete. Dies wurde 1368 erreicht, als am 8. Mai die Kirche und der Friedhof geweiht wurden und am 10. Juli der Anschluss an den Dominikanerorden erfolgte. Mit der eigenen Kirche samt Friedhof stellte das Katharinen-Kloster einen Sonderfall dar, den sie mit Hilfe einflussreicher Freunde erreichten. 1376 wurde der Konvent vom Rat der Stadt in Gänze ins Bürgerrecht aufgenommen.
Vom Stadtbrand am 20. April 1418 war das Kloster St. Katharina und die Kirche ebenfalls betroffen, allerdings nur im geringen Ausmass.

### Reformen im 15. Jahrhundert
Im 15. Jahrhundert führten die Schwestern aus eigenem spirituellem Antrieb, nicht aufgrund obrigkeitlicher Initiative Reformen durch. Die Priorin Angela Varnbüler, eine Schwester des Bürgermeisters Ulrich Varnbüler, führte das Kloster im 15. Jahrhundert zu seiner grössten Blüte. Sie begann 1459 mit neun der insgesamt 14 Konventfrauen eine sogenannte «gemaind», was hiess, dass sie sich der rigorosen Einhaltung des Armutsgelübdes unterwarfen. 1468 baten sie den Konstanzer Bischof um die Erlaubnis, ihren Lesemeister selbst wählen zu dürfen, was ihnen gewährt wurde. Simone Mengis deutete dies so, dass der Konvent eine Loslösung vom Konstanzer Predigerkloster anstrebte, um Geistliche anwerben zu können, die Erfahrung mit der strikten Einhaltung von Regeln (Observanz) einbringen konnten.
1477 berief Varnbüler Johannes Scherl als Lesemeister, der sie in den folgenden 19 Jahren bei der Umsetzung der Observanz unterstützte. Scherl war ein in Nürnberg geborener Dominikaner und studierter Theologe. 1482 beschloss der Konvent einstimmig, die strenge Klausur einzuführen. Ebenfalls einstimmig entschieden sich die Schwestern 1485 für die Verblechung (Abdeckung) des Redefensters der Schwestern, so dass sie ihre Verwandten und Bekannten zwar noch hören, aber nicht mehr sehen konnten. Mit diesem Beschluss nahm die Zahl der Konventinnen, die bis dahin kontinuierlich abgenommen hatte, wieder zu. Die Schwestern stammten mehrheitlich aus Rats- und Kaufmannsfamilien der Stadt.
Simone Mengis betonte, dass das Katharinen-Kloster in seinen Reformbestrebungen ein Sonderfall war: In anderen Klöstern wurde der Geist der Observanz durch erfahrene Nonnen aus anderen bereits reformierten Klöstern eingeführt. Dieser Weg stand dem Katharinen-Kloster nicht offen, da Varnbüler in ihren Bestrebungen, das Kloster in den Dominikanerorden zu inkorporieren, keinen Erfolg hatte. Die Impulse kamen vielmehr im lebhaften Austausch mit dem Dominikanerinnenkonvent Nürnberg. Varnbüler tauschte zahlreiche Briefe mit der dortigen Priorin Kunigunda Haller aus.
Am 10. April 1495 wurden die Kirche, der Chor, der Friedhof, der Kreuzgang und die Sakristei neu geweiht. Die Neuweihe ist mit keinem grösseren Bauvorhaben in Verbindung zu bringen und wird als verspätete Bekräftigung der inneren Erneuerung angesehen.

### Reformation und Auflösung im 16. Jahrhundert
Während der Reformationswirren war der Zugriff der Stadt – die den neuen Glauben angenommen hatte – dadurch erleichtert, dass der Konvent seit 1368 das Stadtbürgerrecht besass. Dies hatte zur Folge, dass auf Anordnung des städtischen Rates am 18. Juni 1527 «al tafeln und bildern zu St. Katarinen umgeworfen und zerbrochen» wurden, auch der Klöppel der Glocke wurde entfernt. Das Glockentürmchen wurde 1528 sogar ganz abgetragen. Von den Geräten, Bildern und Büchern konnte nur ein kleiner Teil in die Klöster Notkersegg und Grimmenstein verbracht werden. Nachdem der Grosse Rat am 7. August vier Klostervögte berufen hatte, wurde am 27. Februar an die Stelle des früheren Lesemeisters der Reformator Christopf Schappeler als Prediger eingesetzt. Diesem war aufgetragen, die Klosterfrauen zu der neuen Lehre zu bewegen. Der Rat beschloss am 2. Mai 1528, das Kloster zu öffnen und die Klausur aufzuheben. Da dabei den Frauen auch das Tragen der Ordenstracht verboten wurde, traten viele Nonnen in andere Klöster über. Drei Nonnen aber gaben nicht auf, und unter der Führung der Buchmeisterin Regula Keller nahmen sie den Kampf gegen die Stadt auf. Die Schwestern wurden zeitweise sogar arretiert. Erst am 22. Januar 1555 konnte vor den versammelten Boten der dreizehn Orte der Streit beendet werden. Der Kampf war für die Schwestern verloren, und drei Schwestern bezogen die Klause auf dem Nollenberg, was sich allerdings als ungeeigneter Ort erwies, worauf in Wil eine neue Heimstätte geschaffen wurde. Die Grundsteinlegung des neuen Klosters in Wil erfolgte am 7. März 1601, und die Klosterkirche konnte am 26. Juli 1607 geweiht werden.
Da die im Schiedsspruch von 1555 vorbehaltene Entscheidung durch ein Konzil nicht erfolgte, wurde 1594 die Schlichtung annulliert, und das Kloster in St. Gallen kam in den Besitz der Stadt.

### Weitere Geschichte des ehemaligen Klosters
Die Stadt richtete in den Gebäuden eine höhere Knabenschule ein, weshalb die Gebäude im Volksmund auch «Bubenkloster» genannt wurden (nicht zu verwechseln mit der eigentlichen Klosterschule im Stiftsbezirk). Hier fand 1615 auch die Bibliothek von Vadian («Vadiana») eine Bleibe, sie war zuvor in St. Mangen untergebracht. In der Kirche wurde ab 1685 der Gottesdienst auch in französischer Sprache abgehalten, dies ging auf eine Stiftung der Kaufmännischen Corporation zurück und war eine Folge davon, dass die Stadt eine grosse Zahl französischer Glaubensflüchtlinge (Hugenotten) aufnahm. Die Schule und die Bibliothek verliessen 1855 das ehemalige Klostergebäude und zogen in das von Felix Wilhelm Kubly neu gebaute Gebäude der Kantonsschule am Burggraben. In der Folge kam das Konventsgebäude in private Hände und wurde entsprechend umgebaut. Die Kirche wurde 1884 umgebaut, dient aber immer noch als Gotteshaus. Der Kreuzgang ist erhalten und wurde 1952 restauriert.
Seit 1855 wurde die Kirche von der Stadtmission der freien evangelischen Gemeinde genutzt, die in der Kirche ihre Gottesdienste abhielt. In den Nachbargebäuden, zu denen auch der Kreuzgang gehört, waren neben den Gemeinderäumen unter anderem eine Suppenküche und ein Brockenhaus untergebracht. Im Obergeschoss befand sich bis Anfang 2015 die St. Galler Freihandbibliothek (heute Teil der Bibliothek Hauptpost). Sie ist heute die «Stadtbibliothek Katharinen» mit Angeboten für Kinder und Jugendliche, Lehrpersonen und Erziehende. Wegen Platzmangels entschloss man sich 2007, alle Gebäude für 2,3 Millionen Franken der Privatbank Wegelin zu verkaufen. Diese besitzt schon das Nachbargebäude und war vor allem an den Gemeinderäumen interessiert, um dorthin expandieren zu können. Die Kirche selbst soll als kultureller Raum der städtischen Gemeinschaft erhalten bleiben.